# Route nationale 70 (Belgique)
Pour les articles homonymes, voir Route nationale 70.
La route nationale 70 est une route belge reliant Gand à Anvers en passant par Saint-Nicolas. La vitesse limite est en général de 50 à 90 km/h.